# George A. Akerlof
George Arthur Akerlof (ur. 17 czerwca 1940 w New Haven, Connecticut) – amerykański ekonomista, laureat Nagrody Banku Szwecji im. Alfreda Nobla w dziedzinie ekonomii w 2001 r.

## Życiorys
Studiował najpierw na Uniwersytecie Yale, gdzie ukończył studia ekonomiczne w 1962, a następnie w Massachusetts Institute of Technology, gdzie w 1966 obronił doktorat z ekonomii. Jest profesorem Uniwersytetu Kalifornijskiego w Berkeley. Jego żona Janet Yellen także jest profesorem ekonomii, była szefem doradców ekonomicznych prezydenta Billa Clintona. Jego brat, Carl Akerlof, jest fizykiem i astrofizykiem pracującym na Uniwersytecie Michigan.
Nagrodę Banku Szwecji im. Alfreda Nobla w 2001 otrzymał – razem z Michaelem Spence’m i Josephem Stiglitzem – za analizę rynków cechujących się asymetrią informacji (gdy część uczestników rynku ma lepsze informacje od pozostałych). Jego artykuł zatytułowany The Market for „Lemons”: Quality Uncertainty and the Market Mechanism opublikowany w 1970, opisuje negatywną selekcję na rynku używanych samochodów.

## Publikacje
- George A. Akerlof. The Market for „Lemons”: Quality Uncertainty and the Market Mechanism. „The Quarterly Journal of Economics”. 84 (3), s. 488–500, 1970.